# Kudoa shkae
Kudoa shkae is een microscopische parasiet uit de familie Kudoidae. Kudoa shkae werd in 1994 beschreven door Dyková, Lom & Overstreet. 